# Santa Bárbara (Angra do Heroísmo)

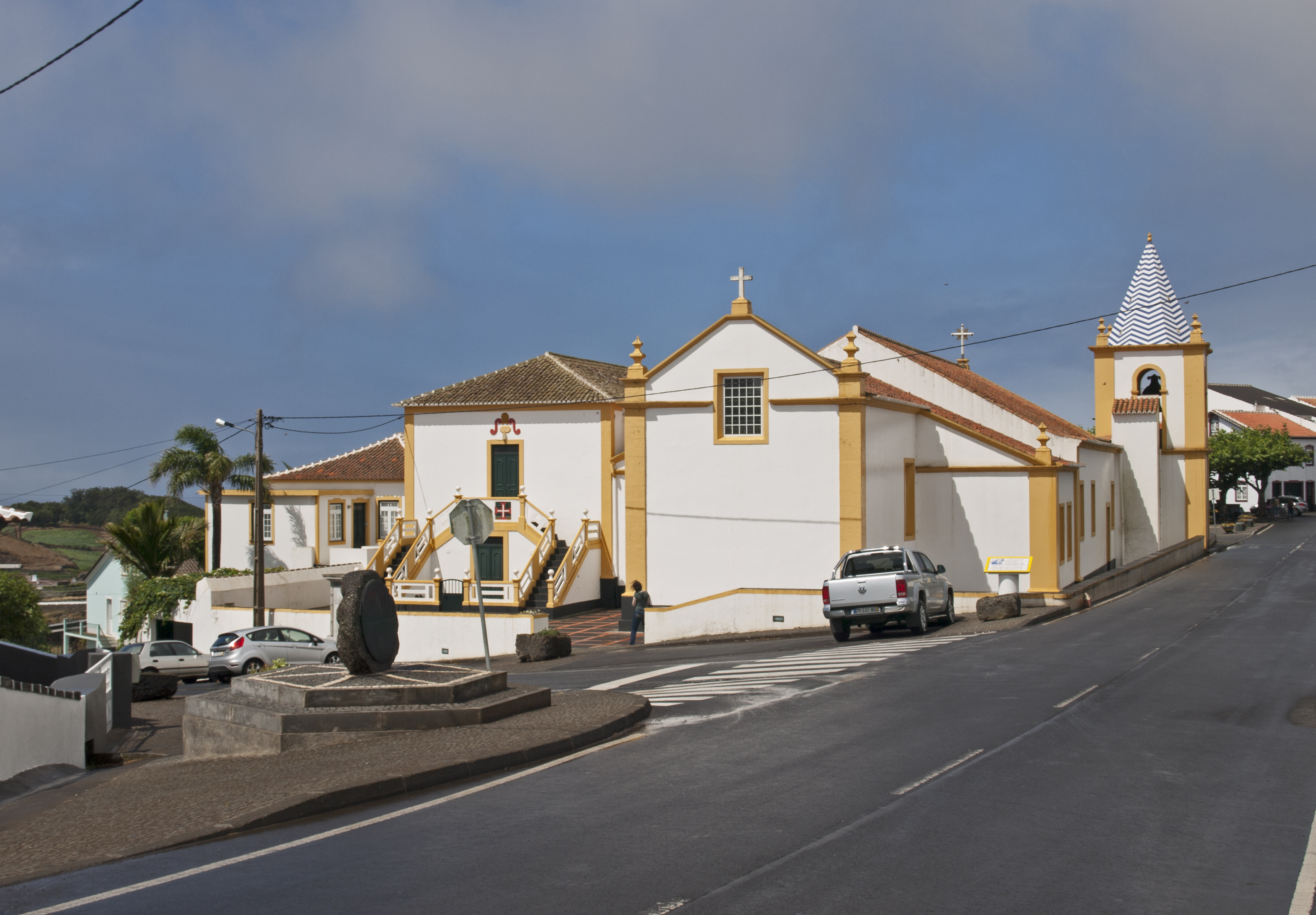
Hl. Barbarakirche

Santa Bárbara ist eine portugiesische Gemeinde (Freguesia) im Kreis (Município) Angra do Heroísmo auf der Azoren-Insel Terceira. In ihr leben 1279 Einwohner (Stand 19. April 2021).